# Halacritus regimondi
Halacritus regimondi är en skalbaggsart som beskrevs av Yves Gomy 1978. Halacritus regimondi ingår i släktet Halacritus och familjen stumpbaggar. Inga underarter finns listade i Catalogue of Life.